# Pakistan International Airlines
Pakistan International Airlines er det nationale flyselskab i Pakistan. Selskabet er ejet af den pakistanske stat, og har hub og hovedkontor på Jinnah International Airport i den pakistanske storby Karachi. Selskabet startede flyvningerne i 1946 under navnet Orient Airways.

## Historie
11. marts 1955 skiftede selskabet navn til Pakistan International Airlines Corporation. Samme år åbnede PIA sin første internationale rute, der gik til fra Karachi til London Heathrow Airport via Cairo International Airport og Leonardo da Vinci Airport i Rom, fløjet med tre nyindkøbte Lockheed L-1049C Super Constellations.
Pakistan International Airlines havde i august 2011 46 fly i flåden. Selskabets seks Boeing 747 fly vil alle blive udfaset i december 2011. Derefter vil ni Boeing 777 var de største fly i PIAs flyflåde.